# Shake Milton
Malik "Shake" Milton, né le 26 septembre 1996 à Owasso dans l'Oklahoma, est un joueur américain de basket-ball évoluant au poste d'arrière.

## Biographie

### 76ers de Philadelphie (2018-2023)
Il est sélectionné en 54e position lors de la draft 2018 de la NBA par les Mavericks de Dallas puis envoyé aux 76ers de Philadelphie en échange des 56e et 60e choix de la même draft à la franchise texane.
Le 2 juillet 2019, il s'engage de nouveau avec les 76ers de Philadelphie.
Il inscrit lors de la défaite face aux Clippers le 1er mars 2020, 39 points dont 7/9 à 3 points.

### Timberwolves du Minnesota (2023-2024)
En juillet 2023, il signe pour deux saisons et un contrat de 10 millions de dollars avec les Timberwolves du Minnesota.

### Pistons de Détroit (février 2024)
En février 2024, il est échangé avec Troy Brown Jr. aux Pistons de Détroit contre Monté Morris. Milton quitte les Pistons en mars 2024.

### Knicks de New York (mars-juillet 2024)
Le 5 mars 2024, il signe avec les Knicks de New York.

### Nets de Brooklyn (2024)
Le 4 juillet 2024, Milton est envoyé aux Nets de Brooklyn dans le cadre du transfert de Mikal Bridges aux Knicks.

### Lakers de Los Angeles (2024-2025)
Le 29 décembre 2024, il est transféré en direction des Lakers de Los Angeles avec Dorian Finney-Smith contre D'Angelo Russell, Maxwell Lewis et trois seconds tours de draft. Il est coupé en juillet 2025.

### Partizan Belgrade (depuis 2025)
Il s'engage par la suite avec le Partizan Belgrade, club serbe évoluant en Euroligue.

## Statistiques

### Universitaires
| Saison    | Équipe   | Matchs | Titul. | Min./m | % Tir | % 3pts | % LF | Rbds/m. | Pass/m. | Int/m. | Ctr/m. | Pts/m. |
| --------- | -------- | ------ | ------ | ------ | ----- | ------ | ---- | ------- | ------- | ------ | ------ | ------ |
| 2015-2016 | SMU      | 30     | 23     | 32,7   | 47,7  | 42,6   | 72,5 | 3,00    | 2,70    | 0,80   | 0,30   | 10,50  |
| 2016-2017 | SMU      | 35     | 35     | 35,4   | 43,7  | 42,3   | 75,8 | 4,10    | 4,50    | 1,30   | 0,30   | 13,00  |
| 2017-2018 | SMU      | 22     | 22     | 36,4   | 44,9  | 43,4   | 84,7 | 4,70    | 4,40    | 1,40   | 0,60   | 18,00  |
| Carrière  | Carrière | 87     | 80     | 34,7   | 45,2  | 42,7   | 79,1 | 3,90    | 3,90    | 1,10   | 0,40   | 13,40  |

### Professionnelles

#### Saison régulière
| Saison    | Équipe       | Matchs | Titul. | Min./m | % Tir | % 3pts | % LF | Rbds/m. | Pass/m. | Int/m. | Ctr/m. | Pts/m. |
| --------- | ------------ | ------ | ------ | ------ | ----- | ------ | ---- | ------- | ------- | ------ | ------ | ------ |
| 2018-2019 | Philadelphie | 20     | 0      | 13,4   | 39,1  | 31,8   | 71,4 | 1,80    | 0,90    | 0,40   | 0,40   | 4,40   |
| 2019-2020 | Philadelphie | 40     | 24     | 20,1   | 48,4  | 43,0   | 78,5 | 2,20    | 2,60    | 0,50   | 0,20   | 9,40   |
| 2020-2021 | Philadelphie | 60     | 4      | 23,2   | 45,0  | 35,0   | 83,0 | 2,30    | 3,10    | 0,60   | 0,30   | 13,00  |
| 2021-2022 | Philadelphie | 55     | 6      | 21,4   | 42,9  | 32,3   | 83,6 | 2,60    | 2,50    | 0,50   | 0,30   | 8,20   |
| 2022-2023 | Philadelphie | 76     | 11     | 20,6   | 47,9  | 37,8   | 85,3 | 2,50    | 3,20    | 0,30   | 0,20   | 8,40   |
| Carrière  | Carrière     | 254    | 45     | 20,8   | 45,5  | 36,5   | 82,8 | 2,40    | 2,70    | 0,50   | 0,20   | 9,30   |

#### Playoffs
| Saison   | Équipe       | Matchs | Titul. | Min./m | % Tir | % 3pts | % LF  | Rbds/m. | Pass/m. | Int/m. | Ctr/m. | Pts/m. |
| -------- | ------------ | ------ | ------ | ------ | ----- | ------ | ----- | ------- | ------- | ------ | ------ | ------ |
| 2020     | Philadelphie | 4      | 4      | 31,5   | 47,7  | 40,0   | 85,7  | 3,30    | 2,80    | 0,50   | 0,00   | 14,50  |
| 2021     | Philadelphie | 12     | 0      | 10,1   | 31,9  | 42,1   | 93,3  | 0,80    | 0,80    | 0,30   | 0,10   | 4,30   |
| 2022     | Philadelphie | 12     | 0      | 13,2   | 47,4  | 53,3   | 80,0  | 1,60    | 0,90    | 0,50   | 0,30   | 5,00   |
| 2023     | Philadelphie | 6      | 0      | 3,5    | 60,0  | 0,0    | 100,0 | 0,50    | 0,30    | 0,30   | 0,00   | 1,30   |
| Carrière | Carrière     | 34     | 4      | 12,5   | 42,5  | 43,3   | 86,4  | 1,30    | 1,00    | 0,40   | 0,10   | 5,20   |

## Records sur une rencontre en NBA
Les records personnels de Shake Milton en NBA sont les suivants, :
| Type de statistique        | Saison régulière | Saison régulière          | Saison régulière | Playoffs | Playoffs                | Playoffs     |
| Type de statistique        | Record           | Adversaire                | Date             | Record   | Adversaire              | Date         |
| -------------------------- | ---------------- | ------------------------- | ---------------- | -------- | ----------------------- | ------------ |
| Points                     | 39               | @ Clippers de Los Angeles | 1er mars 2020    | 17       | Celtics de Boston       | 21 août 2020 |
| Paniers marqués            | 14               | @ Clippers de Los Angeles | 1er mars 2020    | 6        | 2 fois                  | 2 fois       |
| Paniers tentés             | 20               | @ Clippers de Los Angeles | 1er mars 2020    | 18       | Celtics de Boston       | 21 août 2020 |
| Paniers à 3 points réussis | 7                | @ Clippers de Los Angeles | 1er mars 2020    | 4        | Hawks d'Atlanta         | 8 juin 2021  |
| Paniers à 3 points tentés  | 9                | 2 fois                    | 2 fois           | 9        | Celtics de Boston       | 21 août 2020 |
| Lancers francs réussis     | 9                | Kings de Sacramento       | 20 mars 2021     | 4        | @ Heat de Miami         | 10 mai 2022  |
| Lancers francs tentés      | 11               | Kings de Sacramento       | 20 mars 2021     | 4        | @ Heat de Miami         | 10 mai 2022  |
| Rebonds offensifs          | 3                | 3 fois                    | 3 fois           | 2        | Heat de Miami           | 6 mai 2022   |
| Rebonds défensifs          | 8                | Lakers de Los Angeles     | 25 janvier 2020  | 5        | Celtics de Boston       | 21 août 2020 |
| Rebonds totaux             | 9                | 2 fois                    | 2 fois           | 6        | Celtics de Boston       | 21 août 2020 |
| Passes décisives           | 16               | @ Hawks d’Atlanta         | 7 avril 2023     | 4        | @ Celtics de Boston     | 19 août 2020 |
| Interceptions              | 4                | @ Lakers de Los Angeles   | 3 mars 2020      | 2        | 2 fois                  | 2 fois       |
| Contres                    | 3                | Bulls de Chicago          | 10 avril 2019    | 1        | 4 fois                  | 4 fois       |
| Balles perdues             | 5                | 2 fois                    | 2 fois           | 4        | @ Wizards de Washington | 29 mai 2021  |
| Minutes jouées             | 42               | Bucks de Milwaukee        | 9 novembre 2021  | 38       | Celtics de Boston       | 21 août 2020 |

- Double-double : 3
- Triple-double : 0

Dernière mise à jour : 27 décembre 2024